# Yakov Protazanov
Yakov Protazanov (4 de fevereiro de 1881 - 9 de agosto de 1945) foi um diretor de cinema russo. Ele produziu o famoso filme Aelita.